# V(D)J rekombinace
V(D)J rekombinace je mechanismus genetické rekombinace u obratlovců, který náhodně vybírá a spojuje segmenty genů kódujících specifické proteiny zásadní pro fungování imunitního systému. Tento proces rekombinace dává vzniknout rozmanitému repertoáru molekul receptorů T buněk (TCR) a imunoglobulinů, nezbytných k rozpoznávání množství antigenů, ať už pocházejících z cizorodých bakterií, virů, parazitů, nebo vlastních poškozených buněk, zejména nádorových.

## Struktura imunoglobulinů a receptorů T buněk
Lidské protilátky (a receptory B buněk) sestávají z těžkých (heavy) a lehkých (light) řetězců s konstantními (C) a variabilními (V) oblastmi. Jednotlivé řetězce jsou kódovány třemi typy genů:
1. Gen kódující těžký řetězec se nachází na 14. chromosomu
2. Gen kódující lehký řetězec kappa (κ) se nachází na 2. chromosomu
3. Gen kódující lehký řetězec (λ) se nachází na 22. chromosomu

Množství genů kódujících variabilní oblasti každého z řetězců je seskupeno do tří segmentů. Lokus kódující těžký řetězec u člověka například obsahuje 65 genů ve V (variable) segmentu, 27 v D (diversity) segmentu a 6 v J (joining) segmentu. Pro lehké řetězce také existuje mnoho genů V a J, geny D zcela chybí. Mechanismem přesmyku DNA v těchto segmentech lze dosáhnout enormního repertoáru protilátek -- 65 V × 27 D × 6 J genů = 10 530 kombinací jen u těžkých řetězců, počet možností ještě mnohonásobně zvyšuje obdobná variabilita lehkých řetězců.
Většina receptorů T buněk sestává z α (alfa) a β (beta) řetězce. Geny pro tyto receptory, podobně jako pro imunogobuliny rovněž obsahují V, D a J segmenty v β řetězcích (a V a J segmenty v α řetězcích), které se během vývoje T-lymfocytů stejným způsobem přeskupují a dávají tak vzniknout buňce s jedinečným povrchovým receptorem.

## V(D)J rekombinace imunoglobulinů

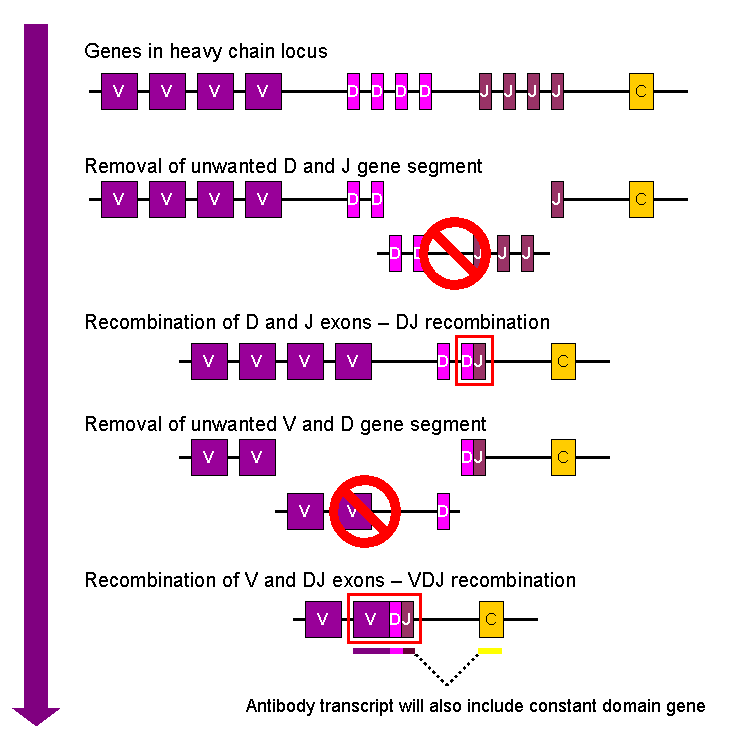
Zjednodušené schéma V(D)J rekombinace těžkého řetězce imunoglobulinu

Během vývoje B buněk dochází k první rekombinaci mezi jedním z D genů a jedním z J genů v lokusu pro těžký řetězec. Veškerá DNA mezi těmito geny je z genomu nenávratně vystřižena a odstraněna. Po této D-J rekombinaci následuje podobným způsobem připojení jednoho z V genů ke vzniklému DJ komplexu, čímž vzniká gen VDJ; veškeré geny mezi vybranými V a D geny jsou opět trvale odstraněny. Primární transkript (tj. nesestřižená RNA, dříve, než dochází ke splicingu) vždy obsahuje VDJ oblast a oba konstantní řetězce mí a delta (Cμ a Cδ; primární transkript tedy obsahuje segmenty V-D-J-Cμ-Cδ). Tato pre-mRNA je posttranskripčně modifikována přidáním poly (A) konce na 3'-konec mRNA a vystřižením sekvence mezi VDJ segmentem a Cμ řetězcem. Translace této mRNA pak vede k produkci těžkého řetězce imunoglobulinu M.
Lokusy pro kappa (κ) a lambda (λ) řetězce imunoglobulinů se přeskupují podobným způsobem, chybí zde však D segment. V prvním kroku rekombinace zde tedy dochází k vytvoření VJ komplexu, při transkripci pak k připojení genu pro konstantní oblast. Translace sestřižené mRNA kódující κ nebo λ řetězce pak vytváří samotný Igκ nebo Igλ protein.
Spojením těžkého řetězce Igμ s jedním z lehkých řetězců vzniká membránová forma imunoglobulinu IgM (tzv. B-buněčný receptor), který je exprimován na povrchu nezralých B buněk.

## V(D)J rekombinace receptorů T buněk
Během vývoje T buněk dochází v genech pro receptory T buněk (TCR, T cell receptor) ke stejným procesům, které byly výše popsány u imunoglobulinů. D-J rekombinace nastává nejdříve v genu pro β řetězec TCR, kde se připojuje buď gen Dβ1 k jednomu ze šesti Jβ1 genů, nebo gen Dβ2 k jednomu ze šesti Jβ2 segmentů. Po D-J rekombinaci následuje Vβ-DβJβ přesmyk. Všechny geny mezi příslušnými Vβ-Dβ-Jβ geny jsou nenávratně odstraněny. Na konec primárního transkriptu se vedle zmíněného VβDβJβ řetězce začleňuje gen pro konstantní oblast proteinu, Cβ. RNA splicing vystřihne všechny nadbytečné sekvence a hotovou mRNA lze posléze přeložit do formy Cβ řetězce TCR.
Přeskupení α řetězce TCR je analogické přeskupení β řetězce a podobá se V-J rekombinaci lehkých řetězců imunoglobulinů (viz výše). Spojení α a β řetězců dává vzniknout αβ-TCR, které na svém povrchu exprimuje většina T buněk.